# Saison 2001-2002 de l'Élan sportif chalonnais
Saison 2001-2002 de l'Élan chalon en Pro A, avec une quatrième place pour sa sixième saison dans l'élite.

## Effectifs
| Nationalité | Joueur          | Taille |
| ----------- | --------------- | ------ |
|             | Stanley Jackson | 1,94 m |
|             | Larry Terry     | 1,98 m |
|             | Brian Howard    | 1,98 m |
|             | Shea Seals      | 1,96 m |
|             | Laurent Pluvy   | 1,83 m |
|             | Remi Rippert    | 2,04 m |
|             | Corey Crowder   | 1,95 m |
|             | Willem Laure    | 2,02 m |
|             | Sacha Giffa     | 1,97 m |
|             | Robert Gulyas   | 2,14 m |

| Nationalité | Joueur              | Taille |
| ----------- | ------------------- | ------ |
|             | Steed Tchicamboud   | 1,85 m |
|             | Vincent Margueritte | 2,09 m |
|             | Mamadou Diakité     | 2,00 m |

| Nationalité | Joueur                          | Taille |
| ----------- | ------------------------------- | ------ |
|             | Mark Jones (pigiste)            | 1,97 m |
|             | Slobodan Slijvancanin (pigiste) | 2,09 m |

## Matchs

### Matchs amicaux
Avant saison
- Chalon-sur-Saône / Le Mans : 83-75 (à Prissé)
- Chalon-sur-Saône / Mons-Hainaut  : 83-77 (Tournoi de Côte d'Or à Dijon)
- Dijon / Chalon-sur-Saône : 73-74 (Tournoi de Côte d'Or à Dijon)
- Chalon-sur-Saône / Žalgiris Kaunas  : 64-68 (Tournoi d'Alfortville)
- Chalon-sur-Saône / KK Igokea  : 70-83 (Tournoi d'Alfortville)
- Chalon-sur-Saône / Nancy : 71-64 (Inauguration du Colisée)

### Championnat

#### Matchs aller
- Pau-Orthez / Chalon-sur-Saône : 80-65
- Le Mans / Chalon-sur-Saône : 79-88 (Après prolongation)
- Chalon-sur-Saône / Bourg-en-Bresse : 63-61
- Le Havre / Chalon-sur-Saône : 76-88
- Chalon-sur-Saône / Paris : 75-62
- Antibes / Chalon-sur-Saône : 53-61
- Chalon-sur-Saône / Dijon : 72-61
- Nancy / Chalon-sur-Saône : 67-58
- Chalon-sur-Saône / Strasbourg : 80-54
- Gravelines / Chalon-sur-Saône : 87-80
- Chalon-sur-Saône / Montpellier : 75-81
- Cholet / Chalon-sur-Saône : 96-93
- Chalon-sur-Saône / Limoges : 80-62
- Villeurbanne / Chalon-sur-Saône : 63-57
- Chalon-sur-Saône / Hyères-Toulon : 104-63

#### Matchs retour
- Chalon-sur-Saône / Le Mans : 83-71 (Après prolongation)
- Bourg-en-Bresse / Chalon-sur-Saône : 62-65
- Chalon-sur-Saône / Le Havre : 81-62
- Paris / Chalon-sur-Saône : 67-61
- Chalon-sur-Saône / Antibes : 82-69
- Dijon / Chalon-sur-Saône : 60-66
- Chalon-sur-Saône / Nancy : 84-71
- Strasbourg / Chalon-sur-Saône : 67-62
- Chalon-sur-Saône / Gravelines : 72-62
- Montpellier / Chalon-sur-Saône : 67-75
- Chalon-sur-Saône / Cholet : 82-92
- Limoges / Chalon-sur-Saône : 72-78
- Chalon-sur-Saône / Villeurbanne: 66-69
- Hyères-Toulon / Chalon-sur-Saône : 55-82
- Chalon-sur-Saône / Pau-Orthez : 77-73

Extrait du classement de Pro A 2001-2002